# Crocidura trichura
Crocidura trichura е вид бозайник от семейство Земеровкови (Soricidae).